# Operazione terrore
Operazione terrore (Experiment in Terror) è un film del 1962 prodotto e diretto da Blake Edwards. Il film, sceneggiato da Mildred e Gordon Gordon sulla base del loro omonimo romanzo del 1961, ha come protagonisti Glenn Ford e Lee Remick.

## Trama
Kelly Sherwood, di ritorno da una festa, è sorpresa nel buio del garage della sua abitazione sulle colline di San Francisco, da un uomo che dopo averla immobilizzata le espone il suo piano criminoso. L'obiettivo è quello di sottrarre 100.000 dollari dalla banca nella quale la ragazza lavora come cassiera. La prescelta dovrà agire completamente da sola, con la promessa di trarne il 20% in caso di leale collaborazione.
La ragazza, costretta ad accettare tutte le condizioni sotto il peso di una seria minaccia che pende anche sulla sorella minore che vive con lei, non appena rientrata in casa telefona all'FBI. Il criminale, che aveva previsto un simile comportamento, interrompe subito la comunicazione e rinnova e inasprisce le intimidazioni iniziali. Ripley, l'ispettore dell'FBI che ha ricevuto la chiamata, sebbene abbia potuto capire appena il cognome della giovane donna, si attiva per ritrovarla riuscendovi prestissimo. Inizia così una complessa collaborazione che permette alla ragazza di sentirsi un po' più protetta dovendo comunque mantenere il rapporto con il criminale, perché così la polizia possa poi incastrarlo.
L'investigazione di Ripley si avvale di un unico indizio rilevato dalla giovane e cioè che l'uomo che l'ha minacciata è asmatico. Intanto ha luogo un omicidio che finisce per ricondursi al "caso Sherwood". Ad essere stata assassinata è la sig.na Ashton che aveva chiesto protezione dopo aver descritto una condizione simile a quella della giovane cassiera.
Anche grazie ad un informatore soprannominato "Popcorn", l'identità del criminale viene ricondotta a quella di Garland "Red" Lynch, responsabile accertato di almeno due assassini di giovani donne, e di altri gravi crimini in giro per il paese.
Ripley scopre poi che Lynch ha da sei anni una relazione con Lisa, una ragazza asiatica che, tra l'altro, cura il suo figlioletto malato grazie al denaro del generoso "zio Red". Non potendo carpire nessuna informazione alla ragazza, Ripley non si fa scrupoli a servirsi del bambino per avanzare nelle indagini.
Popcorn perisce accidentalmente in uno scontro a fuoco che vede Ripley uccidere il complice di Lynch, che, il giorno del colpo, rapisce Toby, la sorella di Kelly, e la nasconde nel suo rifugio.
Eseguito il furto, Kelly segue le istruzioni di Red e si reca con il denaro al gremitissimo stadio di baseball dove è in corso una partita di gran richiamo.
L'FBI intanto scopre il nascondiglio del criminale e libera Toby. Quando alla fine dell'incontro di baseball Lynch, non riuscendo ad impossessarsi del bottino, pensa di poter scappare tra la folla, viene individuato, inseguito ed ucciso da Ripley e i suoi uomini ponendo fine così ad un incubo.

## Distribuzione
Nel Regno Unito è stato distribuito con il titolo The Grip of Fear.

### Data di uscita
Il film è stato distribuito nelle seguenti date:
- 13 aprile 1962 negli Stati Uniti (Experiment in Terror)
- 25 giugno 1962 in Svezia
- agosto 1962 in Austria (Der letzte Zug)
- 7 settembre 1962 in Germania Ovest (Der letzte Zug)
- 12 ottobre 1962 in Danimarca (Stemmen i mørket)
- marzo 1965 in Turchia (Korku çemberi)